# Joe Williams (Schauspieler)
Joe Williams (* 18. Oktober 1982 in Alexandria, Virginia) ist ein US-amerikanischer Stuntman und Schauspieler.

## Leben
Als Darsteller stand er das erste Mal als Ninja in dem Film Ninja vs. Pirates vor der Kamera. Im Jahr darauf war er ein Kämpfer in dem Actionfilm The Fighters, dabei stand er neben Sean Faris und Amber Heard vor der Kamera. In dem Action-Thriller Freerunner verkörperte Williams die Rolle des Freerunners Turk und war somit ein "Gegenspieler" von Sean Faris Charakter Ryan. In der Komödie 21 Jump Street, mit Jonah Hill als Schmidt und Channing Tatum als Jenko in den Hauptrollen, spielte er den Charakter Scott.
Neben seiner schauspielerischen Tätigkeit hat Joe Williams bei Filmen wie The Great Debaters, Zombieland, Green Lantern, The Fighters 2, The Dark Knight Rises und 21 Jump Street sowie bei Fernsehserien wie Army Wives, Burn Notice und Common Law als Stuntman gearbeitet. 2013 war Joe Williams unter anderem bei der Fortsetzung G.I. Joe – Die Abrechnung und  bei Percy Jackson – Im Bann des Zyklopen, der Verfilmung des gleichnamigen Romans für Stunts engagiert.
Gegenwärtig führt Williams für die Actionkomödie Das ist das Ende, von den Regisseuren Evan Goldberg und Seth Rogen, mit den Schauspielern James Franco, Jonah Hill und Emma Watson, Stunts durch.

## Filmografie (Auswahl)
Schauspieler
- 2007: Ninjas vs. Pirates
- 2008: The Fighters (Never Back Down)
- 2011: Freerunner
- 2012: 21 Jump Street
- 2014: Ride Along

Stunts (Auswahl)
- 2007: Girls United – Alles auf Sieg (Bring It On: In It to Win It)
- 2007: The Great Debaters
- 2007: Ninjas vs. Pirates
- 2008: The Fighters (Never Back Down)
- 2009: Zombieland
- 2009–2010: Army Wives (Fernsehserie, drei Folgen)
- 2010: Burn Notice (Fernsehserie, Folge Neighborhood Watch)
- 2011: Freerunner
- 2011: Green Lantern
- 2011: The Fighters 2: Beatdown (Never Back Down 2: The Beatdown)
- 2011–2012: Treme (Fernsehserie, zwei Folgen)
- 2012: The Dark Knight Rises
- 2012: Common Law (Fernsehserie, drei Folgen, Stuntdouble)
- 2012: Battleship
- 2012: The Courier
- 2012: Die Tribute von Panem – The Hunger Games (The Hunger Games)
- 2012: 21 Jump Street
- 2012: Contraband
- 2012: Looper
- 2012: Stolen
- 2013: Shootout – Keine Gnade (Bullet to the Head)
- 2013: G.I. Joe – Die Abrechnung (G.I. Joe: Retaliation)
- 2013: Oblivion
- 2013: Percy Jackson – Im Bann des Zyklopen (Percy Jackson: Sea of Monsters)
- 2013: Zwei vom alten Schlag (Grudge Match)
- 2014: Transformers: Ära des Untergangs (Transformers: Age of Extinction)
- 2014: 22 Jump Street
- 2014: Teenage Mutant Ninja Turtles
- 2014: Sieben verdammt lange Tage (This Is Where I Leave You)